# Kiss Me Once
Kiss Me Once е дванадесетият студиен албум на австралийската певица Кайли Миноуг. Албумът е издаден от Parlophone на 14 март 2014 година и е първият студиен албум след Aphrodite (2010). Албумът е първият на Миноуг издаден от Warner Music Group в света, след като компанията закупува Parlophone. В Северна Америка, тя е била издаден от Warner Bros. Records, докато във Великобритания тя е била издаден от Parlophone.

## Информация на албума
След излизането на The Abbey Road Sessions (2012), Миноуг се раздели с нея управител на дългосрочно Тери Блейми и подписа нов договор с развлекателна компания Roc Nation собственост на Джей Зи. Миноуг продължи работата по дванадесетия ѝ студиен албум през цялата 2013 г. с доклади се посочва, през февруари 2013 година, която Миноуг са работили с певица Сия Фърлър. Албумът е записан основно в Лос Анджелис, с допълнителни звукозаписни сесии ще се проведе в Ню Йорк и Лондон. Други сътрудници в цялата 2013 година са включени Даркчайлд, Брук Канди, Ем Ди Ен Ер и Уил Ай Ем. В навечерието на четиресет и петия рожден ден Миноуг, стана ясно, че Миноуг е записано едно сътрудничество, по-късно ще се открие като едно сътрудничество с Енрике Иглесиас. На същия ден, тя разкри промоционален сингъл Kiss Me Once заглавия „Skirt“.

## Сингли
Първият сингъл „Into the Blue“ премиерата във Великобритания на BBC Radio 2 на 27 януари 2014 година. Песента е издадена на 28 януари 2014 година в повечето страни. Клипът е режисиран от Доун Шадфорт и освободен на 3 февруари 2014 година. Сингълът достига номер 12 на UK Singles Chart. Тя също така достигна първо място в САЩ на Билборд (Hot Dance Club Songs). Вторият сингъл „I Was Gonna Cancel“, е написана и продуцирана от Фарел Уилямс и освободен на 22 април 2014 година. Видеото към песента е режисиран от Димитри Базил и премиерата на 16 май 2014 година.

## Списък с песните

### Оригинален траклист
1. „Into the Blue“ – 4:08
2. „Million Miles“ – 3:28
3. „I Was Gonna Cancel“ – 3:32
4. „Sexy Love“ – 3:31
5. „Sexercize“ – 2:47
6. „Feels So Good“ – 3:37
7. „If Only“ – 3:21
8. „Les Sex“ – 3:47
9. „Kiss Me Onc“ – 3:17
10. „Beautiful“ (с Енрике Иглесиас) – 3:24
11. „Fine“ – 3:36

### Специално издание
1. „Mr President“ – 4:11
2. „Sleeping with the Enemy“ – 3:54

### Специално издание (DVD)
1. „Into the Blue“ (видеоклип) – 4:26
2. „Създаване на „Into the Blue“ видео“ – 6:34
3. „Into the Blue (трейлър)“ – 0:17
4. „Зад кадър на „Kiss Me Once“ фотосесия“ – 3:32
5. „Кайли в „Kiss Me Once““ – 12:59

### Японско стандартно издание
1. „Sparks“ – 3:32
2. „Into the Blue“ (Yasutaka Nakata (Capsule) Remix) – 6:36

### Японско специално издание
1. „Mr President“ – 4:11
2. „Sleeping with the Enemy“ – 3:54
3. „Sparks“ – 3:32

### HMV дигитално издание
1. „Golden Boy“ – 3:38

### iTunes Festival делукс издание
1. „Kiss Me Once“ (на живо от the iTunes Festival) – 3:49
2. „On a Night Like This“ (на живо от the iTunes Festival) – 3:36
3. „Beautiful“ (на живо от the iTunes Festival) – 3:46
4. „Love at First Sight“ (на живо от the iTunes Festival) – 4:44
5. „Step Back in Time/Spinning Around“ (на живо от the iTunes Festival) – 8:28
6. „Locomotion“ (на живо от the iTunes Festival) – 4:23
7. „Into the Blue“ (видеоклип) – 4:26
8. „Създаване на „Into the Blue“ видео“ (видео) – 6:34
9. „Into the Blue (трейлър)“ (видео) – 0:17
10. „Зад кадър на Kiss Me Once фотосесия“ (видео) – 3:32
11. „Кайли в „Kiss Me Once““ (видео) – 12:59